# Gouvernement Petro
République de Colombie
Iván Duque 
Le gouvernement Petro est le gouvernement de Colombie depuis le 7 août 2022, dont le président de la République est Gustavo Petro.

## Contexte
Lors du second tour de l'élection présidentielle organisé le 19 juin 2022, Gustavo Petro est élu président de la République avec 50,44 % des voix, dans un contexte de participation record (58 %) pour une élection présidentielle en Colombie.
Gustavo Petro devient le premier président de gauche de l'histoire de la Colombie. Sa colistière Francia Márquez devient la première vice-présidente d'origine africaine. Au cours de son discours de victoire, il met l'accent sur la paix, la justice sociale et la justice environnementale, s'engageant à mettre le pays « à la tête de la lutte contre le changement climatique » en sauvant notamment la Forêt amazonienne de la déforestation,,,.

## Historique

### Formation
Gustavo Petro annonce son cabinet ministériel peu à peu, après avoir été élu le 19 juin 2022.
Pendant la campagne présidentielle, il annonce que la vice-présidente Francia Márquez occuperait un nouveau ministère qui s'appellerait le ministère de l'Égalité, où elle assurerait les droits des femmes, de la communauté LGBTIQ+, de la population vulnérable et de la lutte pour les droits sociaux et l'égalité économique pour les peuples exclus. Au mois de juillet, il est révélé que le ministère pourrait prendre 2 ans avant de devenir opérationnel.
Comme les gouvernements précédents, le gouvernement de Petro est réglementé par la loi 581 de 2000, mieux connue sous le nom de loi sur les quotas, en vertu de laquelle 30% des postes attribués doivent être occupés par des femmes.
Dans des interviews pendant la campagne, Gustavo Petro a mentionné que le nom du ministre des Finances viendrait d'un des économistes qui ont offert leur soutien tels que José Antonio Ocampo, Cecilia López Montaño, Rudolf Hommes, ou encore Alexandre Gaviria.
Le 25 juin, le président élu Petro a annoncé sur son compte Twitter qu'Álvaro Leyva sera nommé nouveau ministre des Affaires étrangères. C'était le tout premier ministre annoncé depuis l'élection du nouveau président.
Le 30 juin, Petro confirme la nomination de José Antonio Ocampo, l'un des économistes cités pendant la campagne, au ministère des Finances.
Le 4 juillet, Gustavo Petro annonce la nomination de Patricia Ariza comme de ministre de la Culture, le lendemain, mardi 5 juillet, dans une interview, Petro révèle trois autres nominations, Susana Muhamad au portefeuille de l'Environnement, Cecilia López Montano (es) à l'Agriculture et Diana Corcho (es) à la Santé. Le jeudi 7 juillet, Petro annonce que le ministre de l'Éducation sera Alejandro Gaviria Uribe.
Au 6 août 2022, la veille de l'investiture du président élu Gustavo Petro, de nombreux portefeuilles n'ont pas été annoncé, comme celui de l'Intérieur, la Justice, les Mines, le Commerce, du Logement, de la Technologie, des Sports, la Science et le nouveau ministère de la Paix et de la Sécurité.
Le même jour, Gustavo Petro annonce la nomination de Alfonso Prada comme ministre de l'Intérieur, Gloria Inés Ramírez en tant que ministre du Travail, Irene Vélez Torres est nommée ministre des Mines et de l'Énergie et María Isabel Urrutia en tant que ministre des Sports.
Le 7 août 2022, jour de l'investiture de Gustavo Petro et de son gouvernement, il annonce la nomination de Néstor Osuna (es) en tant que ministre de la Justice, et Catalina Velasco Campuzano comme ministre du Logement. Peu après avoir été investi le même jour, il annonce également la nomination de Guillermo Reyes González (es) comme ministre des Transports, Germán Umaña Mendoza (es) comme ministre du Commerce et Mery Gutiérrez aux Technologies de l'Information.
Au 7 août 2022, seul le ministre de la Science, de la Technologie et de l'Innovation et le futur ministre de la Paix, de la Sécurité et de la Coexistence n'ont pas été nommés.
Le 14 août 2022, Gustavo Petro annonce la nomination de Arturo Luna (es) en tant que ministre de la Science, de la Technologie et de l'Innovation.

### Coalition gouvernementale

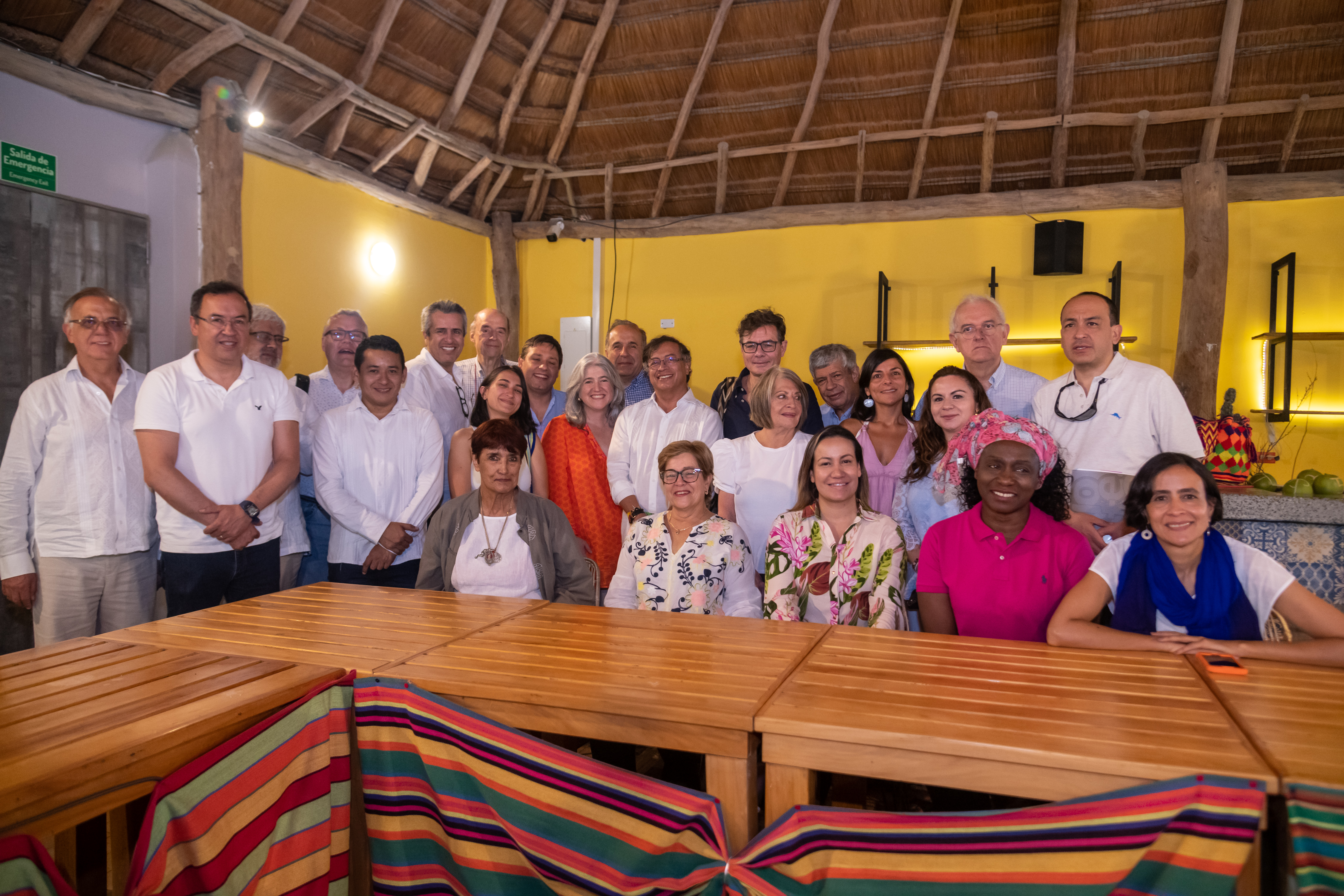
Le gouvernement Petro en septembre 2022.

Au sein de la coalition et au Congrès, Gustavo Petro bénéficie d'une large majorité, de l'extrême gauche à la droite, mais elle est fragile,.
Tout d'abord, la coalition regroupe les différents partis de gauche de la coalition du Pacte historique, qui va de l'extrême gauche avec le Parti communiste colombien et la gauche radicale de Communs, le centre gauche de Colombia Humana, Pôle démocratique alternatif et de l'Alliance verte. La gauche traditionnelle ou émergent à travers des mouvements est également représenté par l'Union patriotique et Soy Porque Somos.
Le Parti libéral colombien est également membre de la coalition gouvernementale, connu pour être un parti libéral et de centre-droit, celui-ci semble revenir à une ouverture au centre-gauche social-démocrate comme lors de la présidence d'Ernesto Samper. Le ministre de la justice Néstor Osuna (es), représentant libéral au gouvernement, assumant ce retour libéral et social-démocrate du parti.
Le Parti social d'unité nationale, parti de centre-droit et libéral, est également membre de la coalition gouvernementale.
Il existe un cas particulier pour le Parti conservateur colombien, puisque celui-ci s'est déclaré indépendant vis-à-vis du gouvernement, mais s'est rapproché de Gustavo Petro afin de bénéficier d'un ministère. Le 7 septembre, le Parti conservateur colombien se déclare officiellement membre de la coalition gouvernementale, augmentant la majorité du président Gustavo Petro au Congrès.

### Représentation partisane
En raison de cette coalition gouvernementale, Gustavo Petro a du nommer les ministres selon des quotas exigés ou demandés, afin d'assurer la représentation politique des partis alliés et consolider la majorité parlementaire,.
Au sein du gouvernement, huit ministres sont membres de partis alliés au Pacte historique, la coalition de Gustavo Petro, avec deux ministres de l'UP, deux ministres de SPS, et un ministre du PCC, PDA, et CH.
Les ministres Néstor Osuna (es) et Catalina Velasco (es) ont été confirmés en tant que représentant du Parti libéral colombien au gouvernement. Néanmoins, les ministres avaient été évoqués par certains membres du parti comme inconnus, ou non exigés initialement, et certains souhaitaient que le parti quitte la coalition. À l'issue d'une réunion entre les deux ministres, les membres du parti et son dirigeant César Gaviria, les ministres sont confirmés et le parti consolide son soutien.
Le ministre des Transports Guillermo Reyes González (es) est le représentant du Parti conservateur colombien au gouvernement. Le parti s'est déclaré en indépendance vis-à-vis du gouvernement, mais le dirigeant du PCC a exigé ce portefeuille afin d'élargir les coalitions possibles de Gustavo Petro sur certaines lois ou textes. Le ministre s'est ensuite lui-même confirmé comme représentant du parti conservateur au sein du gouvernement.
Les autres ministres sont indépendants, issu de micro-partis, ou membres du Parti conservateur ou Parti libéral mais sans exigences particulières des deux partis. Par exemple, José Antonio Ocampo et Álvaro Leyva sont membres de ces deux partis, mais sans correspondre à la représentation des partis au sein du gouvernement. Autre exemple, Alfonso Prada est membre du PU, mais c'est la fonction du ministère des Technologies qui correspond à la représentation exigé par ce même parti, auquel Mery Gutiérrez a été désignée.

### Investiture présidentielle

#### Investiture indigène

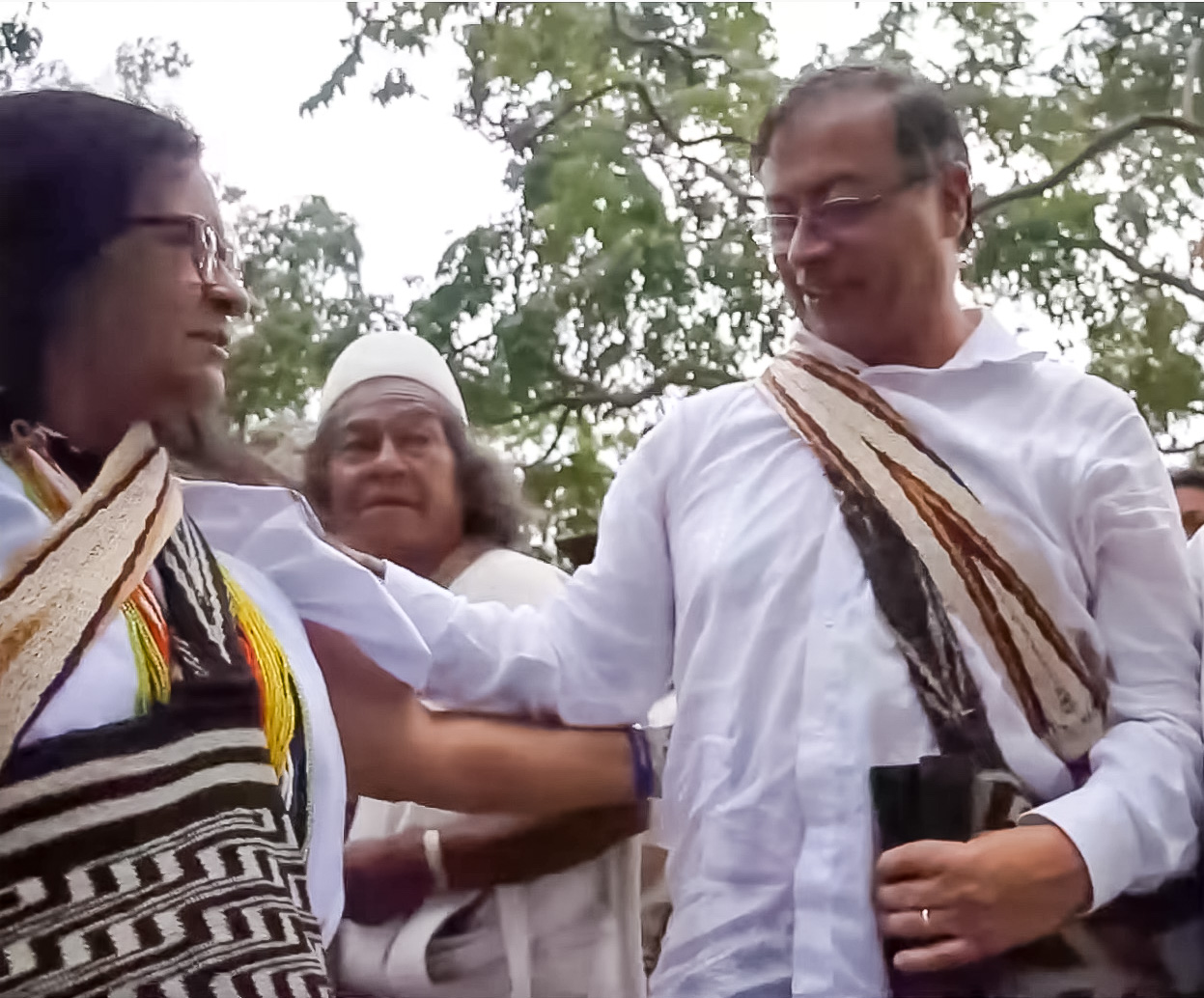
Leonor Zalabata et Gustavo Petro lors de la cérémonie indigène le 5 août 2022.

Le 5 août 2022, Gustavo Petro se rend dans la Sierra Nevada de Santa Marta, pour procéder à une cérémonie ancestrale et indigène de prestation de serment auprès de la communauté d'Arhuacos. Le président élu était accompagné par le ministre de la Défense Iván Velásquez Gómez et des membres de l'armée, un symbole en raison de l'histoire entre les indigènes et l'armée, avec de nombreux affrontements.
Il a rencontré divers dirigeants de la communauté, dont Leonor Zalabata (es), membre de la communauté et récemment nommée comme Ambassadrice de Colombie aux Nations unies par Petro,.
Le président élu a ensuite procédé à différents rituels ancestraux avec les mamos (sages spirituels) et des membres de la communauté, publiant sur Twitter une vidéo, et évoquant être « au cœur du monde ».
Les mamos ont évoqué la nécessité pour le président d'assister à la cérémonie ancestrale afin d'avoir la « sagesse » nécessaire pour diriger le pays.

#### Investiture officielle

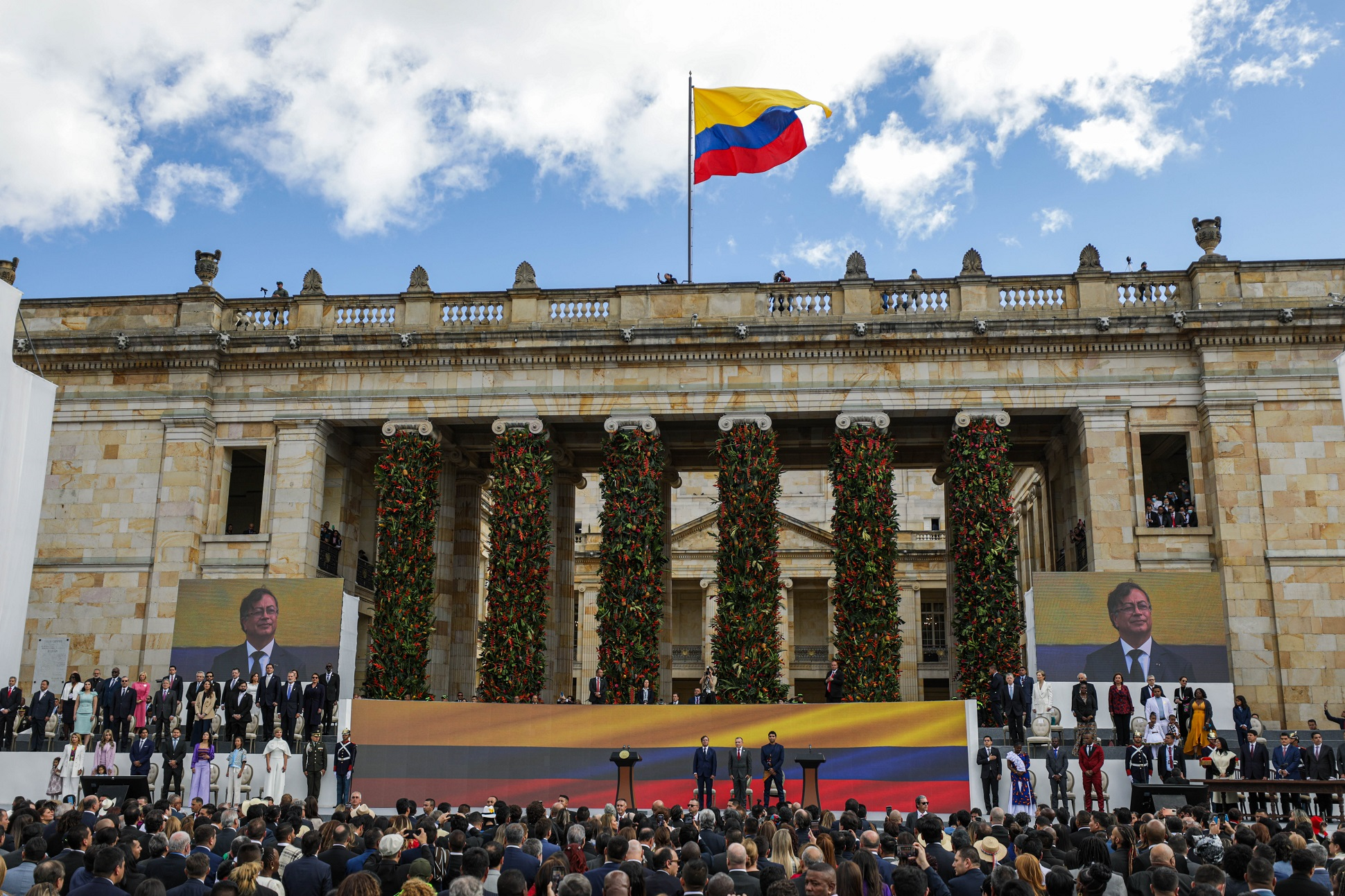
Cérémonie et investiture officielle sur la place Bolívar le 7 août 2022.

L'événement de l'investiture présidentielle a eu lieu le 7 août 2022 avec une série d'événements culturels parallèles dans des parcs et des places à travers le pays et dans le centre de Bogota, c'est la première fois que ces activités sont menées dans le cadre d'un pouvoir présidentiel. L'événement principal a commencé à 15 heures sur la Plaza de Bolívar à Bogota.
De nombreux dirigeants d'Amérique du Sud sont présents, comme Gabriel Boric, Xiomara Castro, Guillermo Lasso, Luis Arce ou des représentants des États-Unis et du Mexique, ainsi que le Roi d'Espagne Felipe VI. Le président Pedro Castillo n'a pas pu se rendre à l'investiture, en raison d'un refus par le Congrès, mais le Pérou fut représenté par la vice-présidente Dina Boluarte.
Outre les invités protocolaires, le président Gustavo Petro a invité plusieurs citoyens ordinaires comme invités d'honneur, parmi lesquels des personnes qu'il a rencontrées pendant la campagne, un pêcheur de la ville de Honda qui lui a fourni un logement, ou un balayeur de rue de la ville de Medellin qui avait été agressé verbalement pour avoir fait de la publicité faisant allusion à la campagne du Pacte historique, ainsi que des influenceurs. À la demande du président, certains protocoles de la cérémonie ont été abolis, comme le tapis rouge, et de pouvoir désormais garantir l'accès au grand public à une partie de la place, une première. 7 8
|  |

La cérémonie débute lors de l'arrivée de Gustavo Petro vers la place Bolívar, à 15h01, il traverse un couloir orné de 32 chaises avec les drapeaux des départements. À l'arrivée du président, les spectateurs crient « Petro, amigo, el pueblo está contigo » (« Petro, mon ami, le peuple est avec toi »). À 15h18, Gustavo Petro prête serment en tant que président de la République, déclarant :  « Je promets à Dieu et je promets au peuple de se conformer fidèlement à la Constitution et aux lois de la Colombie ».
Au moment où Petro prête serment, le président du Congrès Roy Barreras (es), appelle la sénatrice María José Pizarro, fille de Carlos Pizarro (es), le chef assassiné du M-19, à la tribune et dans un acte symbolique, remet l'écharpe présidentielle à Petro, un acte traditionnellement fait par le président du Congrès. Barreras a ensuite remis au président une colombe de la paix, symbole de la paix totale promise par Petro.

#### Épée de Simón Bolívar

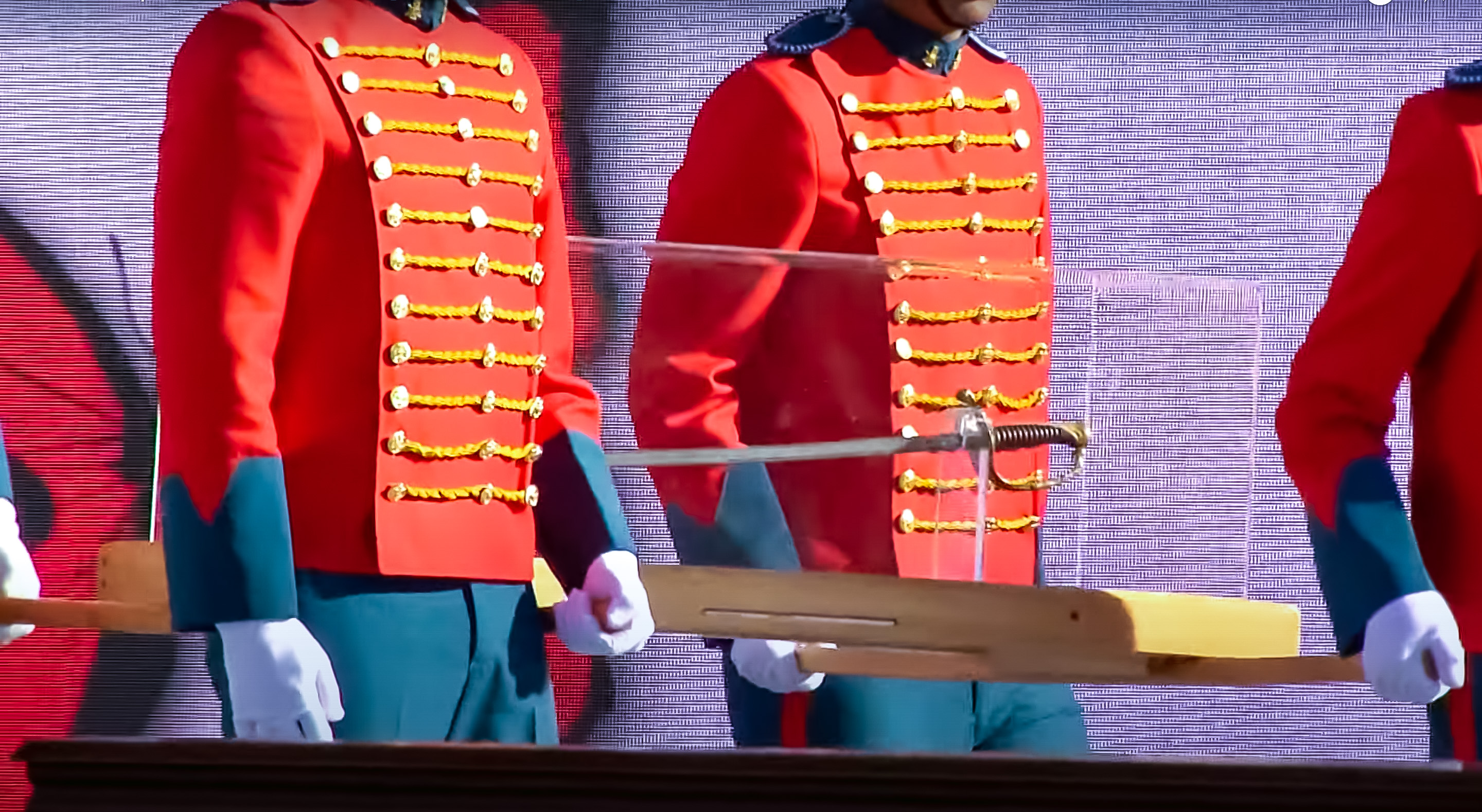
l'Épée de Simón Bolívar le 7 août 2022.

Le 24 juin 2022, lorsque le président élu Gustavo Petro rencontre le président sortant Iván Duque au palais Nariño, Petro promet dans un tweet que Duque « m'a montré l'épée mythique de Bolívar. Je vais m'en occuper et je ferai en sorte que le peuple colombien puisse le voir et le posséder ».
Trois semaines avant la cérémonie présidentielle, l'équipe d'organisation de celle-ci prépare les conditions juridiques et réglementaires avec le ministère de la Culture, le Musée national et la Quinta de Bolívar pour assurer la présence de l'épée de Simón Bolívar à la cérémonie.
Le transfert de l'épée de Simón Bolívar est une demande de Gustavo Petro, en référence à l'événement historique du vol par le M-19 qui y voyait une « récupération de l'épée pour le peuple ». Cependant, Iván Duque a rejeté la demande la veille, le 6 août. En réaction, la coordinatrice de la cérémonie Marisol Rojas a évoqué un « caprice » du président sortant, bien que toutes les conditions fussent remplies pour son transfert.
Néanmoins, immédiatement après avoir prêté serment le 7 août, la première décision de Gustavo Petro en tant que président fut d'ordonner d'apporter l'épée, provoquant une suspension inhabituelle de la cérémonie. Il ordonne en déclarant qu': « En tant que président de la Colombie, je demande d'apporter l'épée de Bolívar, c'est un ordre du mandat populaire et de ce Président ».

#### Serment de Márquez et discours de Barreras

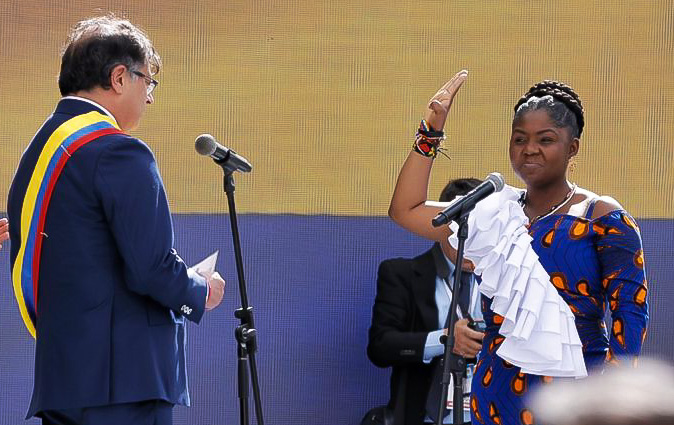
Francia Márquez prête serment en tant que vice-présidente de la République.

Après avoir ordonné l'arrivée de l'épée, Gustavo Petro fait prêter serment dans ses fonctions la vice-présidente Francia Márquez, cette dernière a juré devant Dieu et ses ancêtres de respecter la loi « jusqu'à ce que la dignité devienne une habitude » (« hasta que la dignidad se haga costumbre »).
La cérémonie se poursuit par un discours du président du Sénat et du Congrès Roy Barreras (es), celui-ci évoquant l'insécurité et la violence quotidienne en Colombie, et le processus de paix engagé et devant aboutir sous la présidence de Gustavo Petro, appelant le groupe rebelle de l'Armée de libération nationale à déposer les armes. Il souligne ensuite les promesses sociales du président de gauche, résumant « un mandat populaire en faveur de la paix, en faveur d'une vie digne pour tous les êtres sensibles, qui exige la justice sociale et environnementale », déclarant que « nous venons récupérer ce qui a été perdu » (« Venimos a recuperar lo perdido »).
Après le discours du président du Congrès, celui-ci demande une suspension de 10 minutes au secrétaire de la cérémonie, provoquant une suspension inhabituelle, pour attendre l'arrivée de l'épée. Finalement, vingt minutes plus tard, l'épée arrive vers la place et le public crie : « Alerte que l'épée de Bolívar traverse l'Amérique latine » (« Alerta que camina la espada de Bolívar por América Latina »), l'une des phrases favorites et popularisées par l'ancien président vénézuélien Hugo Chavez.

#### Discours de Gustavo Petro
À 16h30 débute le discours de Gustavo Petro, saluant les différents officiels invités, et avec un message particulier à destination de ses proches et sa femme, évoquant également les cinq personnes ordinaires qu'il a invité, le nouveau président revient également sur l'ensemble de son parcours.

##### Processus de paix

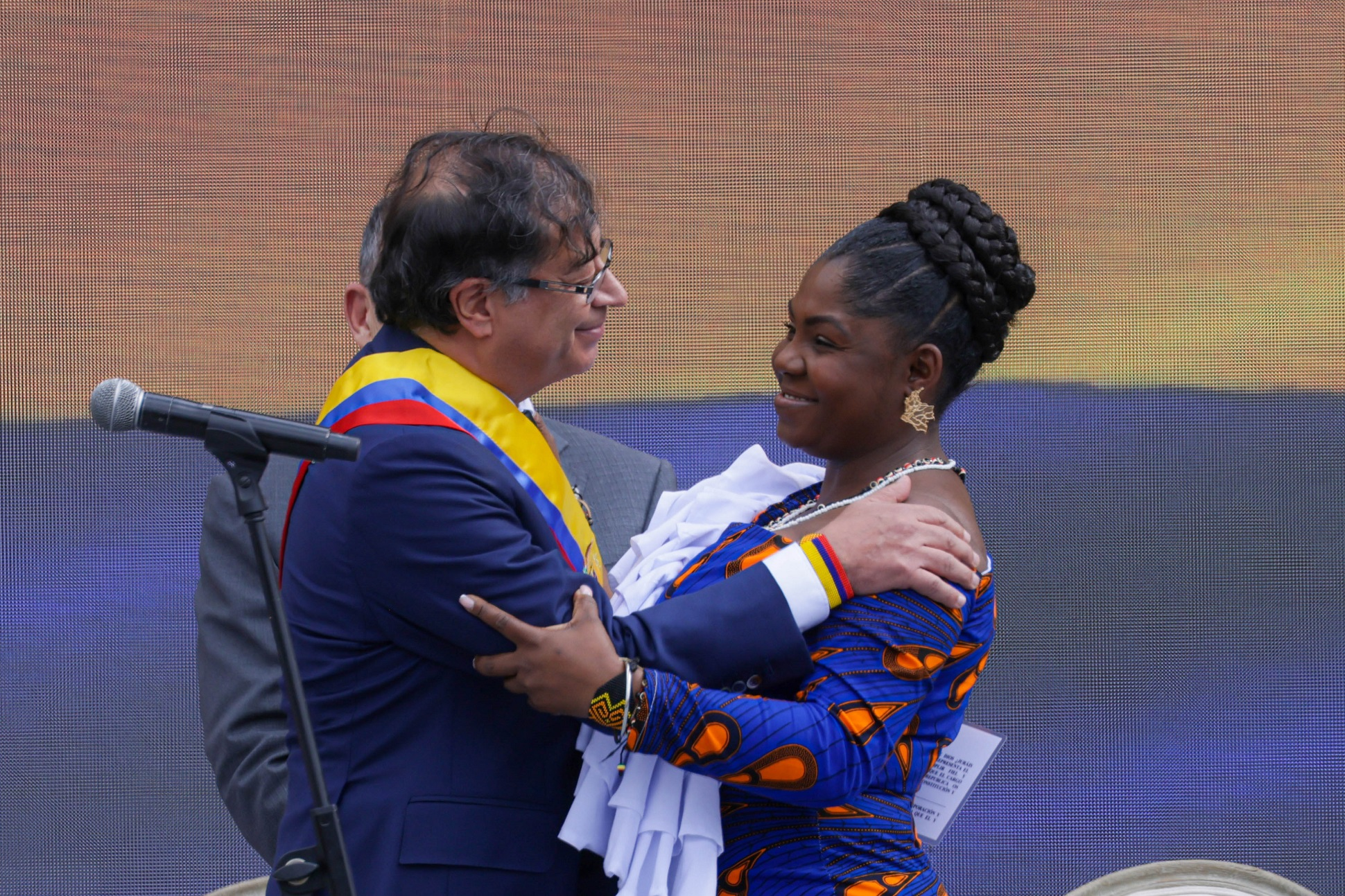
Gustavo Petro et Francia Márquez lors de la cérémonie le 7 août 2022.

Depuis son élection le 19 juin 2022, Gustavo Petro s'exprime en faveur d'une « paix totale » avec les groupes qui n'étaient pas impliqués dans le processus de paix avec les FARC.
Lors de son discours, il réitère ce message et souligne : « que la paix soit possible. Nous devons mettre fin, une fois pour toutes, à six décennies de violence et de conflit armé. Nous respecterons l'Accord de paix, nous suivrons strictement les recommandations du rapport de la Commission vérité et nous travaillerons sans relâche pour apporter la paix et la tranquillité dans tous les coins de la Colombie. C'est le gouvernement de la vie, de la paix, et c'est ainsi qu'on s'en souviendra ».
Il appelle notamment à ce que le groupe de l'Armée de libération nationale s'implique dans un dialogue avec le gouvernement, auquel certains membres ont répondu positivement. Le Clan del Golfo, autre groupe armé et cartel de drogue, a exprimé sa volonté de dialoguer avec le nouveau gouvernement.

##### Lutte contre la drogue
Dans son discours d'investiture, le nouveau président colombien, Gustavo Petro, a appelé à la fin de la « guerre contre la drogue » qui a échoué dans le monde et à une « politique forte de prévention de la drogue » dans les pays développés.
Le premier dirigeant de gauche de la Colombie a déclaré que « il est temps d'établir une nouvelle convention internationale qui accepte que la guerre contre la drogue a échoué », dans le pays qui produit le plus de cocaïne au monde.
Sans mentionner les États-Unis, principal consommateur des drogues transformées en Colombie, Gustavo Petro a mis en cause les « quatre décennies » de persécution anti-drogue encouragées par Washington. Il poursuit et souligne la question sociale sur les drogues, déclarant que « la guerre contre la drogue a renforcé les mafias et affaibli les États », ajoutant que pendant cette période, un million de Latino-Américains ont été tués et que 70 000 Nord-Américains meurent d'overdoses chaque année.
« Allons-nous attendre qu'un autre million de Latino-Américains soient assassinés et que 200 000 personnes meurent d'overdoses de drogue aux États-Unis chaque année ? » a-t-il ajouté dans son premier discours en tant que chef d'État. Il a ainsi proposé de mettre fin à la guerre contre les drogues « par une politique de prévention forte de la consommation ».

##### Réformes sociales
Sur la question sociale, Gustavo Petro évoque la nécessité de résoudre la question des inégalités sociales et économiques et la pauvreté, soulignant que : « L'égalité est possible si nous sommes capables de créer des richesses pour tous, et si nous sommes capables de les distribuer plus équitablement. C'est pourquoi nous proposons une économie basée sur la production, le travail et la connaissance ».
Il revient ensuite sur le projet d'une réforme fiscale, qui visera la « justice », en prélevant une partie de la richesse de ceux qui ont le plus et gagnent le plus. Le président a souligné que l'impôt « ne doit pas être considéré comme une punition ou un sacrifice », mais qu'il s'agit du « paiement de solidarité que quelqu'un qui a de la chance fait à une société qui permet et garantit sa fortune ».
Gustavo Petro souligne également les différents changements et investissements économiques promis, comme la réforme de la santé et des retraites, une réforme du contrat de travail, une réforme de l'éducation, et l'objectif de donner la priorité dans le budget aux infrastructures d'éducation, de santé, d'eau potable, aux infrastructures d'irrigation et aux routes locales.

##### Réchauffement climatique et forêt amazonienne
L'une des promesses lors de l'élection de Gustavo Petro fut de mettre au cœur de son mandat la lutte contre le réchauffement climatique, un engagement qu'il confirme et développe lors de son discours.
Le nouveau président évoque que : « Le changement climatique est une réalité. Et c'est urgent. Ce n'est pas dit par la gauche ou la droite, c'est dit par la science. Il n'y aura d'avenir que si nous équilibrons nos vies et l'économie du monde entier avec la nature », appelant les dirigeants du monde entier à s'accorder sur un moyen de lutter efficacement contre le réchauffement climatique, et souligne la nécessité de passer à une économie décarbonée, et sans pétrole, et pointe la responsabilité sur les riches, produisant le plus de gaz à effet de serre.
Gustavo Petro est également très impliqué sur la question du futur de la Forêt amazonienne, un message qu'il poursuit lors de son discours, interrogeant le monde et les dirigeants sur l'avenir de la forêt : « Allons-nous laisser détruire cette forêt amazonienne pour atteindre le point de non-retour de l'extinction de l'humanité ? ». Il a également envoyé un message au Fonds monétaire international, « si le FMI aide à échanger la dette contre des actions concrètes contre la crise climatique, nous aurons une nouvelle économie prospère et une nouvelle vie pour l'humanité ».

##### Engagements
À l'issue de son discours, Gustavo Petro revient et clos celui-ci sur 10 promesses et engagements devant les colombiens,:
- 1 : Œuvrer à une paix définitive.

- 2 : Prendre soin des grands-pères et des grands-mères, des enfants, des personnes handicapées et des personnes marginalisées.

- 3 : Gouverner avec et pour les femmes, avec un gouvernement paritaire et un ministère de l'Égalité.

- 4 : Dialoguer sans exceptions ni exclusions.

- 5 : Écouter les colombiens et ne pas gouverner à distance.

- 6 : Défendre les colombiens contre la violence.

- 7 : Tolérance zéro pour la corruption.

- 8 : Protéger le sol et le sous-sol, les mers et les rivières, l'air et le ciel.

- 9 : Développer l'industrie nationale, l'économie populaire et la campagne colombienne.

- 10 : Respecter et faire respecter la Constitution.

### Serment du nouveau gouvernement
À l'issue du discours, l'investiture et la passation de pouvoirs se poursuit puisque Gustavo Petro et sa famille arrive au palais Nariño, en même temps qu'Iván Duque et ses proches ainsi que son gouvernement quittent la résidence présidentielle.
Une fois parvenu à l'intérieur de la résidence, Petro annonce la composition entière de son gouvernement, et la majorité des ministres prêtent serment, le gouvernement de Gustavo Petro est formellement constitué.
Le 11 août 2022, Gustavo Petro fait prêter serment aux ministres Gloria Inés Ramírez, Irene Vélez Torres, Germán Umaña Mendoza (es), Catalina Velasco (es),Guillermo Reyes González (es) et María Isabel Urrutia.
Le 18 août 2022, les ministres Néstor Osuna (es) et Arturo Luna (es) prêtent serment devant Gustavo Petro. La ministre désignée Mery Gutiérrez est la dernière à ne pas avoir prêté serment et pris ses fonctions officiellement.

### Évolution

#### Première crise gouvernementale (février 2023)
Le 13 février 2023, Gustavo Petro annonce présenter son projet de réforme de la Santé au Congrès de la République, tandis que se déroule au sein du gouvernement de premières tensions concernant cette dernière réforme, le ministre de l'Éducation Alejandro Gaviria, et ancien ministre de la Santé, publiant une lettre critiquant ouvertement la réforme en cinq points.
Néanmoins, après la présentation du projet de loi, la crise s'intensifie incarné par l'« aile libérale » du gouvernement, c'est-à-dire le ministre José Antonio Ocampo, Cecilia López Montano (es) et Alejandro Gaviria, le président Gustavo Petro ayant admis publiquement le 27 février la publication d'un document présenté par les trois ministres protestant contre la réforme en interne du gouvernement.
Le même jour, le 27 février, Gustavo Petro, à l'issue d'une réunion avec l'ensemble des partis de la coalition et surtout les trois partis libéraux et de droite de la coalition critiquant la réforme (PLC, PU, PCC), ce dernier annonce dans une conférence de presse accepter de discuter la modifications de certains articles,, annonçant également la démission du ministre Alejandro Gaviria en raison des critiques sur la réforme de la santé, remplaçé par la vice-ministre Aurora Vergara, le premier remaniement en six mois de gouvernement.
Dans la même conférence de presse, le président de gauche annonce également le départ des deux ministres de la Culture Patricia Ariza et des Sports María Isabel Urrutia. En remplaçement, Gustavo Petro annonce la nomination d'Astrid Rodríguez en tant que ministre des Sports, tandis que le vice-ministre chargé de la Créativité Jorge Zorro est nommé à la Culture.

#### Seconde crise gouvernementale (avril 2023)

##### Adoption de la réforme de la Santé en commission et rupture avec les partis traditionnels
La seconde crise gouvernementale du gouvernement émerge le 25 avril 2023, lorsque la septième commission de la Chambre des représentants a approuvé le projet de la réforme de la santé, portée par la ministre de la Carolina Corcho (es). Les parlementaires ont confirmé la possibilité de débattre la réforme en commission, puis en hémicycle, ayant été voté avec 10 voix pour et 8 contre.
Les soutiens pour adopté la réforme sont venus de la représentante libérale María Eugenia Lopera, malgré les menaces de sanctions par le président du parti César Gaviria. La réforme a été adoptée grâce à l'abstention des deux représentants du Parti conservateur, qui ont quitté la salle. Après cet abstention, le Parti conservateur a réitéré l'obligation de voter contre la réforme de la santé.
Malgré cette victoire au Congrès, en raison des réactions de ces deux partis traditionnels, Gustavo Petro annonce dans trois tweet la fin de la coalition politique avec le parti social d'unité nationale, le parti libéral et le Parti conservateur, arguant que les présidents de ces partis tentent de menacer les « réformes du changement » (nom donné par Gustavo Petro) et ne pas respecter le résultat des urnes.
Le soir même de cette série de tweet, Gustavo Petro annonce la démission protocolaire de l'ensemble de ses ministres, afin de procéder à un remaniement du gouvernement. Une stratégie politique qui provoque une surprise, mais que Petro avait déjà réalisée en 2012, exigeant la démission de l'ensemble de ses secrétaires, après seulement six mois en tant que maire de Bogota.
Après cet annonce, une réunion fut menée par Luis Fernando Velasco, conseiller présidentiel chargée des régions et membre du Parti libéral, c'est un libéral proche de Gustavo Petro, il a organisé la rébellion de 18 représentants sur les 33 membres du Parti libéral contre la décision de César Gaviria de s'opposer à la réforme de la santé sans aucune déclaration ou discussion en interne du parti.

##### Nomination de sept ministres proches de Petro
Le lendemain, le 26 avril, en début d'après-midi, les médias annoncent peu à peu la démission des sept ministres, presque tous issus des partis traditionnels avec lequel la coalition politique est rompue, au profit de sept nouveaux titulaires qui sont des indépendants ou des personnalités proches historiquement de la gauche et de Gustavo Petro.
Comme ministre de l'Intérieur, qui est également le porte-parole du gouvernement, il nomme Luis Fernando Velasco, un libéral progressiste qui a soutenu Petro pendant la présidentielle et mène une fronde interne depuis 2021 pour se rapprocher de la coalition du Pacte historique puis du gouvernement, une stratégie pour diviser le parti en faveur du gouvernement et contester César Gaviria.
Au ministère de la Santé, Petro nomme Guillermo Alfonso Jaramillo (es), un très proche qui était secrétaire à la santé lors de son mandat en tant que maire de Bogota. Le nouveau ministre est également ancien maire d'Ibagué et sénateur avec le Pôle démocratique alternatif. Il était secrétaire général du parti Colombia Humana jusqu'en janvier 2023.
Pour le portefeuille des Transports, Petro nomme William Camargo, ingénieur, qui a été directeur de l'Institut de développement urbain de Bogota et qui était président de l'Agence nationale des infrastructures depuis le début du mandat présidentiel.
Au ministère de l'Agriculture, Petro nomme l'avocate Jhénifer Mojica, qui était directrice des Affaires ethniques à l'unité de restitution des terres depuis octobre 2022, étant l'une des personnalités qui a rédigé le projet de réforme de restitution des terres.

## Composition

### Initiale (7 août 2022)
|                              | Président                                                        |  | Gustavo Petro                 | CH (PH)  |
|                              | Vice-présidente                                                  |  | Francia Márquez               | SPS      |
|                              | Ministre de l’Intérieur                                          |  | Alfonso Prada                 | PU       |
|                              | Ministre des Affaires étrangères                                 |  | Álvaro Leyva                  | PCC      |
|                              | Ministre des Finances et du Crédit Public                        |  | José Antonio Ocampo           | PLC      |
|                              | Ministre de la Défense nationale                                 |  | Iván Velásquez Gómez          | Indép.   |
|                              | Ministre de la Justice et des droits de l’Homme                  |  | Néstor Osuna (es)             | PLC      |
|                              | Ministre de l'Agriculture et du Développement rural              |  | Cecilia López Montano (es)    | Indép.   |
|                              | Ministre de la Santé et de la Protection sociale                 |  | Carolina Corcho (es)          | MEL (es) |
|                              | Ministre du Travail                                              |  | Gloria Inés Ramírez           | PCC      |
|                              | Ministre des Mines et de l'Énergie                               |  | Irene Vélez Torres            | SPS      |
|                              | Ministre du Commerce, de l'Industrie et du Tourisme              |  | Germán Umaña Mendoza (es)     | UP       |
|                              | Ministre de l'Éducation nationale                                |  | Alejandro Gaviria             | CTF      |
|                              | Ministre de l'Environnement et du Développement durable          |  | Susana Muhamad                | CH       |
|                              | Ministre du Logement, de la Ville et du Territoire               |  | Catalina Velasco Campuzano    | PLC      |
|                              | Ministre des Technologies de l'Information et des communications |  | Sandra Urrutia (es)           | PU       |
|                              | Ministre des Transports                                          |  | Guillermo Reyes González (es) | PCC      |
|                              | Ministre de la Culture                                           |  | Patricia Ariza                | UP       |
|                              | Ministre des Sports                                              |  | María Isabel Urrutia          | PDA      |
|                              | Ministre de la Science, de la Technologie et de l'Innovation     |  | Arturo Luna (es)              | Indép.   |
|                              | Ministre de l'Égalité et de l'Équité                             |  | Francia Márquez               | SPS      |
| Postes ayant rang au cabinet |                                                                  |  |                               |          |
|                              | Chef de Cabinet présidentiel                                     |  | Laura Sarabia                 | Indép.   |
|                              | Directeur du Département Administratif de la Présidence          |  | Mauricio Lizcano (es)         | GEM      |
|                              | Secrétaire juridique de la Présidence                            |  | Vladimir Fernández            | Indép.   |
| Ministères à créer           |                                                                  |  |                               |          |
|                              | Ministre de la Paix, de la Sécurité et de la Coexistence         |  | ?                             | ?        |

### Remaniement du 27 février 2023
- Les nouveaux ministres sont indiqués en gras, ceux ayant changé d'attributions en italique.

|                              | Président                                                        |  | Gustavo Petro                 | CH (PH)               |
|                              | Vice-présidente                                                  |  | Francia Márquez               | SPS                   |
|                              | Ministre de l’Intérieur                                          |  | Alfonso Prada                 | PU                    |
|                              | Ministre des Affaires étrangères                                 |  | Álvaro Leyva                  | PCC                   |
|                              | Ministre des Finances et du Crédit Public                        |  | José Antonio Ocampo           | PLC                   |
|                              | Ministre de la Défense nationale                                 |  | Iván Velásquez Gómez          | Indép.                |
|                              | Ministre de la Justice et des droits de l’Homme                  |  | Néstor Osuna (es)             | PLC                   |
|                              | Ministre de l'Agriculture et du Développement rural              |  | Cecilia López Montano (es)    | Indép., proche du PLC |
|                              | Ministre de la Santé et de la Protection sociale                 |  | Carolina Corcho (es)          | MEL (es)              |
|                              | Ministre du Travail                                              |  | Gloria Inés Ramírez           | PCC                   |
|                              | Ministre des Mines et de l'Énergie                               |  | Irene Vélez Torres            | SPS                   |
|                              | Ministre du Commerce, de l'Industrie et du Tourisme              |  | Germán Umaña Mendoza (es)     | UP                    |
|                              | Ministre de l'Éducation nationale                                |  | Aurora Vergara                | SPS                   |
|                              | Ministre de l'Environnement et du Développement durable          |  | Susana Muhamad                | CH                    |
|                              | Ministre du Logement, de la Ville et du Territoire               |  | Catalina Velasco Campuzano    | Indép., proche du PLC |
|                              | Ministre des Technologies de l'Information et des communications |  | Sandra Urrutia (es)           | PU                    |
|                              | Ministre des Transports                                          |  | Guillermo Reyes González (es) | PCC                   |
|                              | Ministre de la Culture                                           |  | Jorge Zorro                   | PH                    |
|                              | Ministre des Sports                                              |  | Astrid Rodríguez              | CH                    |
|                              | Ministre de la Science, de la Technologie et de l'Innovation     |  | Arturo Luna (es)              | Indép.                |
|                              | Ministre de l'Égalité et de l'Équité                             |  | Francia Márquez               | SPS                   |
| Postes ayant rang au cabinet |                                                                  |  |                               |                       |
|                              | Chef de Cabinet présidentiel                                     |  | Laura Sarabia                 | Indép.                |
|                              | Directeur du Département Administratif de la Présidence          |  | Mauricio Lizcano (es)         | GEM                   |
|                              | Secrétaire juridique de la Présidence                            |  | Vladimir Fernández            | Indép.                |
| Ministères à créer           |                                                                  |  |                               |                       |
|                              | Ministre de la Paix, de la Sécurité et de la Coexistence         |  | ?                             | ?                     |

### Remaniement du 26 avril 2023
- Les nouveaux ministres sont indiqués en gras, ceux ayant changé d'attributions en italique.

|                              | Président                                                        |  | Gustavo Petro                                 | CH (PH)               |
|                              | Vice-présidente                                                  |  | Francia Márquez                               | SPS                   |
|                              | Ministre de l’Intérieur                                          |  | Luis Fernando Velasco                         | PLC                   |
|                              | Ministre des Affaires étrangères                                 |  | Álvaro Leyva                                  | PCC                   |
|                              | Ministre des Finances et du Crédit Public                        |  | Ricardo Bonilla                               | Indép., proche du PH  |
|                              | Ministre de la Défense nationale                                 |  | Iván Velásquez Gómez                          | Indép.                |
|                              | Ministre de la Justice et des droits de l’Homme                  |  | Néstor Osuna (es)                             | PLC                   |
|                              | Ministre de l'Agriculture et du Développement rural              |  | Jhénifer Mojica                               | Indép., proche de CH  |
|                              | Ministre de la Santé et de la Protection sociale                 |  | Guillermo Alfonso Jaramillo (es)              | CH                    |
|                              | Ministre du Travail                                              |  | Gloria Inés Ramírez                           | PCC                   |
|                              | Ministre des Mines et de l'Énergie                               |  | Irene Vélez Torres (jusqu'au 18 juillet 2023) | SPS                   |
|                              | Ministre des Mines et de l'Énergie                               |  | Omar Andrés Camacho                           | COM-MP                |
|                              | Ministre du Commerce, de l'Industrie et du Tourisme              |  | Germán Umaña Mendoza (es)                     | UP                    |
|                              | Ministre de l'Éducation nationale                                |  | Aurora Vergara                                | SPS                   |
|                              | Ministre de l'Environnement et du Développement durable          |  | Susana Muhamad                                | CH                    |
|                              | Ministre du Logement, de la Ville et du Territoire               |  | Catalina Velasco Campuzano                    | Indép., proche du PLC |
|                              | Ministre des Technologies de l'Information et des communications |  | Mauricio Lizcano (es)                         | GM                    |
|                              | Ministre des Transports                                          |  | William Camargo                               | Indép.                |
|                              | Ministre de la Culture                                           |  | Jorge Zorro (intérim, jusqu'au 2 août 2023)   | Indép., proche du PH  |
|                              | Ministre de la Culture                                           |  | Juan David Correa                             | Indép., proche du PH  |
|                              | Ministre des Sports                                              |  | Astrid Rodríguez                              | Indép., proche de CH  |
|                              | Ministre de la Science, de la Technologie et de l'Innovation     |  | Yesenia Olaya                                 | Indép.                |
|                              | Ministre de l'Égalité et de l'Équité                             |  | Francia Márquez                               | SPS                   |
| Postes ayant rang au cabinet |                                                                  |  |                                               |                       |
|                              | Chef de Cabinet présidentiel                                     |  | Laura Sarabia                                 | Indép.                |
|                              | Directeur du Département Administratif de la Présidence          |  | Carlos Ramón González                         | AV                    |
|                              | Secrétaire juridique de la Présidence                            |  | Vladimir Fernández                            | Indép.                |
| Ministères à créer           |                                                                  |  |                                               |                       |
|                              | Ministre de la Paix, de la Sécurité et de la Coexistence         |  | ?                                             | ?                     |

### Remaniement de juillet 2024
- Les nouveaux ministres sont indiqués en gras, ceux ayant changé d'attributions en italique.

|                              | Président                                                        |  | Gustavo Petro                    | CH (PH)               |
|                              | Vice-présidente                                                  |  | Francia Márquez                  | SPS                   |
|                              | Ministre de l’Intérieur                                          |  | Juan Fernando Cristo             | EM                    |
|                              | Ministre des Affaires étrangères                                 |  | Luis Gilberto Murillo            | CR                    |
|                              | Ministre des Finances et du Crédit Public                        |  | Ricardo Bonilla                  | Indép., proche du PH  |
|                              | Ministre de la Défense nationale                                 |  | Iván Velásquez Gómez             | Indép.                |
|                              | Ministre de la Justice et des droits de l’Homme                  |  | Angela María Buitrago Ruíz (es)  | Indép.                |
|                              | Ministre de l'Agriculture et du Développement rural              |  | Martha Carvajalino               | Indép.                |
|                              | Ministre de la Santé et de la Protection sociale                 |  | Guillermo Alfonso Jaramillo (es) | CH                    |
|                              | Ministre du Travail                                              |  | Gloria Inés Ramírez              | PCC                   |
|                              | Ministre des Mines et de l'Énergie                               |  | Omar Andrés Camacho              | COM-MP                |
|                              | Ministre du Commerce, de l'Industrie et du Tourisme              |  | Luis Carlos Reyes (es)           | Indép.                |
|                              | Ministre de l'Éducation nationale                                |  | Daniel Rojas Medellín (es)       | CH                    |
|                              | Ministre de l'Environnement et du Développement durable          |  | Susana Muhamad                   | CH                    |
|                              | Ministre du Logement, de la Ville et du Territoire               |  | Helga María Rivas Ardila         | Indép., proche de CH  |
|                              | Ministre des Technologies de l'Information et des communications |  | Mauricio Lizcano (es)            | GEM                   |
|                              | Ministre des Transports                                          |  | María Constanza García           | CH                    |
|                              | Ministre de la Culture                                           |  | Juan David Correa                | Indép., proche du PH  |
|                              | Ministre des Sports                                              |  | Luz Cristina López               | Indép., proche du PCC |
|                              | Ministre de la Science, de la Technologie et de l'Innovation     |  | Yesenia Olaya                    | Indép.                |
|                              | Ministre de l'Égalité et de l'Équité                             |  | Francia Márquez                  | SPS                   |
| Postes ayant rang au cabinet |                                                                  |  |                                  |                       |
|                              | Chef de Cabinet présidentiel                                     |  | Vacant                           |                       |
|                              | Directeur du Département Administratif de la Présidence          |  | Laura Sarabia                    | Indép.                |
|                              | Secrétaire juridique de la Présidence                            |  | Paula Robledo                    | Indép.                |
| Ministères à créer           |                                                                  |  |                                  |                       |
|                              | Ministre de la Paix, de la Sécurité et de la Coexistence         |  | ?                                | ?                     |

### Remaniement de janvier et février 2025
- Les nouveaux ministres sont indiqués en gras, ceux ayant changé d'attributions en italique.

|                              | Président                                                        |  | Gustavo Petro                                        | CH (PH)              |
|                              | Vice-présidente                                                  |  | Francia Márquez                                      | SPS                  |
|                              | Ministre de l’Intérieur                                          |  | Gustavo García Figueroa                              | AV                   |
|                              | Ministre des Affaires étrangères                                 |  | Laura Sarabia (es)                                   | Indép.               |
|                              | Ministre des Finances et du Crédit Public                        |  | Diego Guevara Castañeda                              | Indép., proche du PH |
|                              | Ministre de la Défense nationale                                 |  | Pedro Sánchez Suárez                                 | Indép.               |
|                              | Ministre de la Justice et des droits de l’Homme                  |  | Angela María Buitrago Ruíz (es)                      | Indép.               |
|                              | Ministre de l'Agriculture et du Développement rural              |  | Martha Carvajalino                                   | Indép.               |
|                              | Ministre de la Santé et de la Protection sociale                 |  | Guillermo Alfonso Jaramillo (es)                     | CH                   |
|                              | Ministre du Travail                                              |  | Antonio Sanguino (es)                                | AV                   |
|                              | Ministre des Mines et de l'Énergie                               |  | Edwin Palma Egea (es)                                | CH                   |
|                              | Ministre du Commerce, de l'Industrie et du Tourisme              |  | Luis Carlos Reyes (es)                               | Indép.               |
|                              | Ministre de l'Éducation nationale                                |  | Daniel Rojas Medellín (es)                           | CH                   |
|                              | Ministre de l'Environnement et du Développement durable          |  | Lena Estrada Añokazi (es)                            | MAIS                 |
|                              | Ministre du Logement, de la Ville et du Territoire               |  | Helga María Rivas Ardila                             | Indép., proche de CH |
|                              | Ministre des Technologies de l'Information et des communications |  | Belfor García Henao                                  | Indép.               |
|                              | Ministre des Transports                                          |  | María Fernanda Rojas (es)                            | AV                   |
|                              | Ministre de la Culture                                           |  | Yannai Kadamani Fonrodona (es)                       | Indép., proche du PH |
|                              | Ministre des Sports                                              |  | Patricia Duque Cruz                                  | PCC                  |
|                              | Ministre de la Science, de la Technologie et de l'Innovation     |  | Yesenia Olaya                                        | Indép.               |
|                              | Ministre de l'Égalité et de l'Équité                             |  | Carlos Rosero (es)                                   | SPS                  |
| Postes ayant rang au cabinet |                                                                  |  |                                                      |                      |
|                              | Chef de Cabinet présidentiel                                     |  | Armando Benedetti (es)                               | CH                   |
|                              | Chef de Cabinet présidentiel                                     |  | Alexander López Maya (es) (désigné)                  | POLO                 |
|                              | Directeur du Département Administratif de la Présidence          |  | Laura Sarabia                                        | Indép.               |
|                              | Directeur du Département Administratif de la Présidence          |  | Jorge Rojas Rodríguez (es) (jusqu'au 5 février 2025) | CH                   |
|                              | Directeur du Département Administratif de la Présidence          |  | Angie Lizeth Rodríguez (es)                          | CH                   |
| Ministères à créer           |                                                                  |  |                                                      |                      |
|                              | Ministre de la Paix, de la Sécurité et de la Coexistence         |  | ?                                                    | ?                    |